# Kim Wilde Live 2009
Kim Wilde - Live 2009 est une tournée musicale de Kim Wilde en 2009.

## Dates et lieux
- 24 mars 2009, Muffathalle, Munich (Allemagne)
- 25 mars 2009, Capitol, Mannheim (Allemagne)
- 26 mars 2009, Kulturfabrik, Krefeld (Allemagne)
- 27 mars 2009, Zeche, Bochum (Allemagne)
- 28 mars 2009, Frankfurter Hof, Mainz (Allemagne)
- 29 mars 2009, Capitol, Hannover (Allemagne)
- 31 mars 2009, Grosse Freiheit 36, Hamburg (Allemagne)
- 1er avril 2009, Amager Bio, Copenhagen (Danemark)
- 2 avril 2009, Musikteater, Vejle (Danemark)
- 3 avril 2009, Musikhuset, Esbjerg (Danemark)
- 4 avril 2009, Værket, Randers (Danemark)
- 6 avril 2009, Paradiso, Amsterdam (Pays Bas)
- 7 avril 2009, Rockhal Club, Luxembourg
- 8 avril 2009, La Cigale, Paris (France)

## Setlist
- Never trust a stranger
- Perfect girl
- View from a bridge
- The second time
- Love blonde
- Another step
- Four letter word
- Chequered love
- Anyplace, anywhere, anytime
- Love in the natural way
- Love is holy
- Cambodia
- Loving you more than you know
- Can't get enough (of your love)
- Respect
- You came
- You keep me hangin' on
- Ça plane pour moi
- Kids in America